# Rio das Almas (vattendrag i Brasilien, Goiás, lat -14,58, long -49,04)
Rio das Almas är ett vattendrag i Brasilien.   Det ligger i delstaten Goiás, i den centrala delen av landet, 180 km nordväst om huvudstaden Brasília.
Omgivningen kring Rio das Almas är huvudsakligen savann. Området är nästan obefolkat, med mindre än två invånare per kvadratkilometer.